# Йоганна Лангефельд
Йоганна Лангефельд (нім. Johanna Langefeld; 5 березня 1900, Купферде, Ессен - 20 січня 1974, Аугсбург) - наглядачка німецьких концтаборів Ліхтенбург і Равенсбрюк, начальник жіночого табору Аушвіца. 

## Біографія
Росла і виховувалася в досить релігійній сім'ї. У НСДАП вступила в 1937 році. Працювала в сфері соціальних служб та в тюрмах, а в 1938 році отримала направлення на посаду в концтабір Ліхтенбург. У своїй діяльності керувалася принципом, що перевиховання є головною метою концтаборів, а також виступила проти деяких, на її погляд, зайвих заходів з боку коменданта Макса Кегеля.
У 1939 році Лангефельд була переведена в концтабір Равенсбрюк, де зайняла посаду старшої наглядачки. Тут її характеризували як жорстоку співробітницю. Серед заходів, які вона застосовувала до в'язнів, було покарання стоянням під холодним дощем протягом багатьох годин без єдиного руху. Незважаючи на це, Йоганна засуджувала медичні досліди над в'язнями і, за словами її секретаря, на цьому тлі впала в депресію і ночами мучилася від кошмарів. Вступивши в конфлікт з керівництвом табору, Лангефельд написала листа до Генріха Гіммлера, в якому виклала свою позицію щодо доцільності проведення медичних дослідів над в'язнями. В результаті цього був наказ рейхсфюрера СС про заміну чоловічого керівництва в концтаборах Равенсбрюк, Аушвіц, Майданек на жіноче. Таким чином Йоганна була призначена на посаду начальника жіночого табору в табір смерті Аушвіц. Надалі, під час її роботи в концтаборі комендант Рудольф Гьосс характеризував Йоганну, як «абсолютно нездатну діяти в залежності від ситуації, до того ж вона повністю ігнорую інструкції та вказівки керівництва».
20 грудня 1945 року Лангефельд була арештована американськими військовими і екстрадована в вересні 1946 року в Польщу, де польська судова система починала судовий процес в Кракові проти нацистського персоналу Аушвіца.
23 грудня 1946 року Йоханна Лангефельд за допомогою співробітників в'язниці втекла і сховалася в монастирі, пізніше працювала в приватному будинку. В середині 1957 року його нелегально приїхала до своєї сестри в Мюнхен, і жила в Аугсбурзі до своєї смерті 26 січня 1974 року.

## Нагороди
- Хрест Воєнних заслуг 2-го класу